# 非暴力的危機介入法
非暴力的危機介入法 （Nonviolent Crisis　Intervention　通称NCI）は、アメリカで開発された教育指導方法であり、元は少年院（児童厚生施設）や医療機関などで用いられたものであった。

特徴として、対人関係において危機的な状況が発生しても指導者は暴力を用いず、且つ相手にも暴力を使わせずに問題を解決させる手法である。
具体的には、相手を叱りつける時に50cmから1mくらいの距離を保って相手を威圧して逆上させにくくさせて、相手から見て左側に且つ体を横向きにする。そのとき、上から見てL字型の形になるように注意するのである（日本の歌舞伎で例えると「黄金の位置」というところだろう）。このことによって、心理学的に気持ちを落ち着かせることができると言う。姿勢が決まったら、原因を聞き且つ冷静に問題点を指摘する。相手が説得を聞かずに反抗した場合は、生徒に選択肢を与えて自分の分別で考えさせて納得させる。そうすれば、相手は指導者の言うことに素直に従うと説いている。
近年アメリカにおいては、学校教育で体罰を用いずに効果的に教育できる方法として注目され、多くの州で教師の研修プログラムに取り入れられており、全世界でも200万人がこのプログラムを受講していると言われる。日本でも京都府八幡市を始め全国各地の教育委員会で導入が進められている。

## 関連事項
- 新福知子